# Vanlig tallstekel
Vanlig tallstekel (Diprion pini) är en stekelart som först beskrevs av Carl von Linné 1758.  Vanlig tallstekel ingår i släktet Diprion, och familjen barrsteklar. Arten är reproducerande i Sverige.

## Bildgalleri

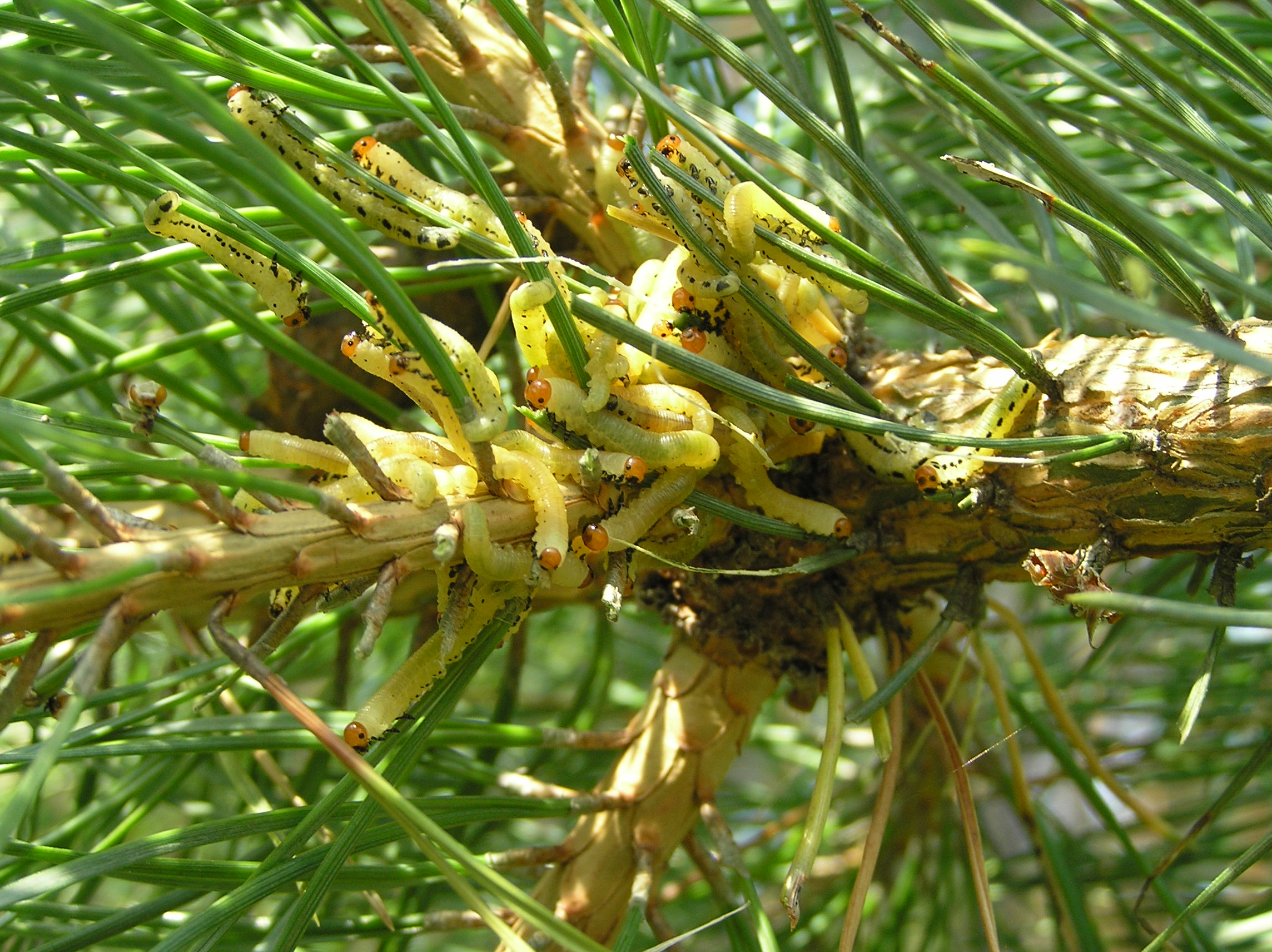
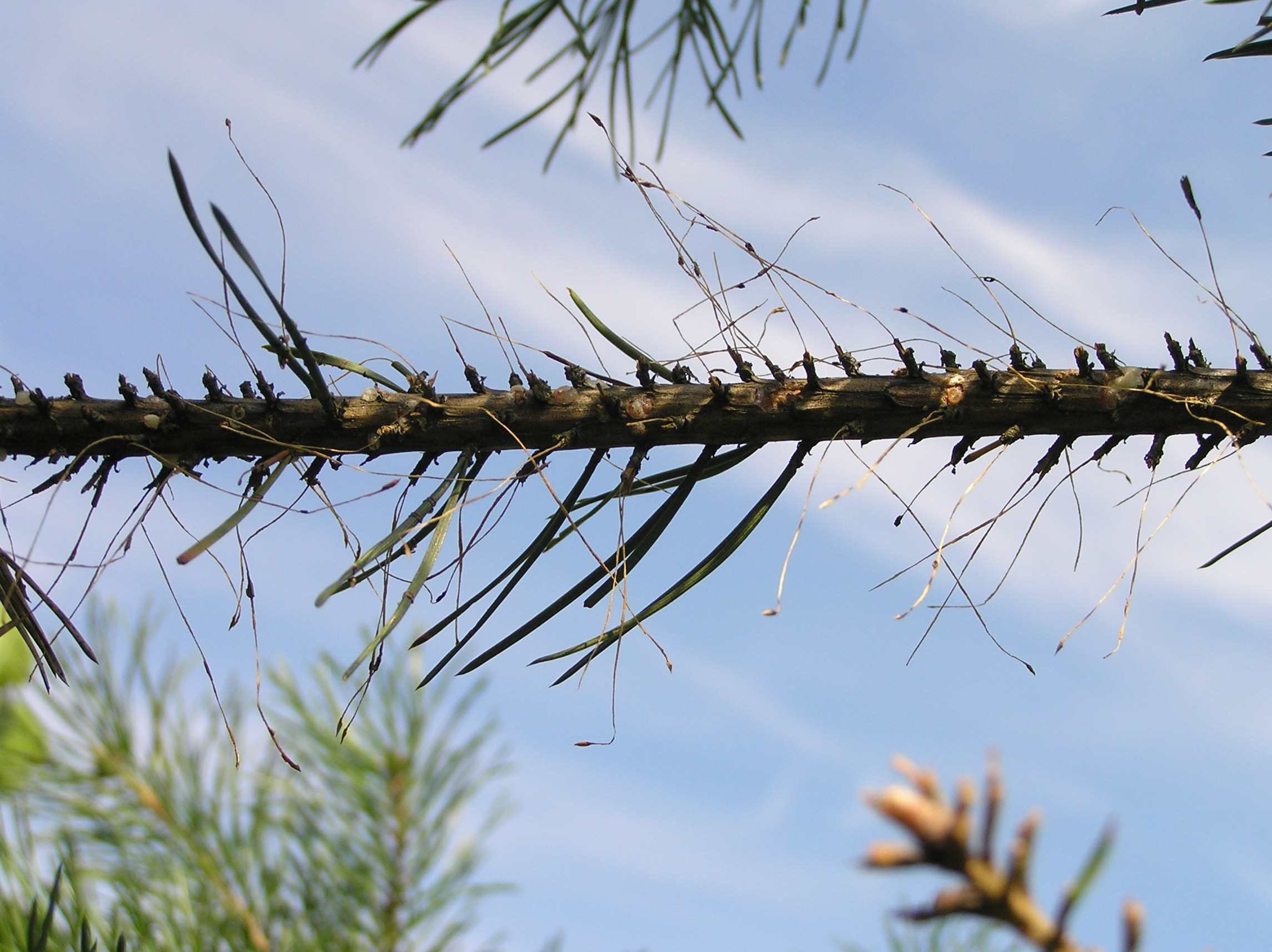